# Dichiseni
Dichiseni – wieś w Rumunii, w okręgu Călărași, w gminie Dichiseni. W 2011 roku liczyła 433 mieszkańców.